# Équipe du Mexique de hockey sur glace
Cet article traite de l'équipe masculine. Pour l'équipe féminine, voir Équipe du Mexique féminine de hockey sur glace.
L'équipe du Mexique de hockey sur glace est la sélection nationale du Mexique regroupant les meilleurs joueurs de hockey sur glace mexicains lors des compétitions internationales. L'équipe est sous la tutelle de la Federacion Deportiva de Mexico de Hockey sobre Hielo. L'équipe est actuellement classée 36e sur 50 équipes au classement IIHF 2019.

## Résultats

### Jeux olympiques
- 1920-2006 - Ne participe pas
- 2010 - Non qualifié
- 2014 - Non qualifié
- 2018 - Non qualifié
- 2022 - Non qualifié

### Championnats du monde
- 1920-1999 -  Ne participe pas
- 2000 - 44e place (7e du Groupe D)
- 2001 - 6e de Division II, Groupe B
- 2002 - 3e de la Qualification pour la Division II
- 2003 - 6e de Division II, Groupe A
- 2004 - 3e de Division III
- 2005 - 1er de Division III
- 2006 - 5e de Division II, Groupe B
- 2007 - 5e de Division II, Groupe B
- 2008 - 4e de Division II, Groupe B
- 2009 - 5e de Division II, Groupe B
- 2010 - 5e de Division II, Groupe A
- 2011 - 5e de Division II, Groupe A
- 2012 - 4e de Division IIB
- 2013 - 3e de Division IIB
- 2014 - 2e de Division IIB
- 2015 - 3e de Division IIB
- 2016 - 2e de Division IIB
- 2017 - 5e de Division IIB
- 2018 - 5e de Division IIB
- 2019 - 5e de Division IIB
- 2020 - Annulé en raison du coronavirus
- 2021 - Annulé en raison du coronavirus
- 2022 - 5e de Division IIB

Note :  Promue ;  Reléguée

### Tournoi Panaméricain
- 2014 -  Second
- 2015 -  Second
- 2016 -  Second
- 2017 -  Premier

## Classement mondial
| Année     | Rang | Points | Progression |
| --------- | ---- | ------ | ----------- |
| 2003      | 39   | 820    | -           |
| 2004      | 41   | 770    | -2          |
| 2005      | 43   | 775    | -2          |
| Fév. 2006 | 43   | 775    | ±0          |
| Mai 2006  | 39   | 845    | +4          |
| 2007      | 38   | 915    | +1          |
| 2008      | 37   | 1 010  | +1          |
| 2009      | 38   | 1 025  | -1          |
| Fév. 2010 | 32   | 1 525  | +6          |
| Mai 2010  | 32   | 1 520  | ±0          |

| Année     | Rang | Points | Progression |
| --------- | ---- | ------ | ----------- |
| 2011      | 33   | 1 385  | -1          |
| 2012      | 34   | 1 230  | -1          |
| 2013      | 36   | 1 110  | -2          |
| Fév. 2014 | 32   | 1 505  | +4          |
| Mai 2014  | 33   | 1 530  | -1          |
| 2015      | 32   | 1 400  | +1          |
| 2016      | 33   | 1 290  | -1          |
| 2017      | 36   | 1 110  | -3          |
| Fev. 2018 | 34   | 1 480  | +2          |
| Mai 2018  | 35   | 1 440  | -1          |
| 2019      | 36   | 1 290  | -1          |

## Entraîneurs
| Période     | Nom des entraîneurs | Nationalité |
| ----------- | ------------------- | ----------- |
| 2000        | Michael Charron     | Canada      |
| 2001        | Joaquin de la Garma | Mexique     |
| 2002        | Ioan Ioanita        | Roumanie    |
| 2003-2008   | Joaquin de la Garma | Mexique     |
| 2009        | Diego de la Garma   | Mexique     |
| 2010-2011   | Joaquin de la Garma | Mexique     |
| Depuis 2012 | Diego de la Garma   | Mexique     |

## Équipe junior moins de 20 ans

### Championnats du monde junior
- 1977-1996 - Ne participe pas
- 1997 - 8e du Groupe D
- 1998 - 5e du Groupe D
- 1999 - 5e du Groupe D
- 2000 - 5e du Groupe D
- 2001 - 7e de Division III
- 2002 - 7e de Division III
- 2003 - 6e de Division II, Groupe B
- 2004 - 3e de Division III
- 2005 - 1er de Division III
- 2006 - 5e de Division II, Groupe B
- 2007 - 5e de Division II, Groupe B
- 2008 - 5e de Division II, Groupe B
- 2009 - 4e de Division II, Groupe B
- 2010 - 6e de Division II, Groupe A
- 2011 - 1er de Division III
- 2012 - 6e de Division IIB
- 2013 - 4e de Division III
- 2014 - 3e de Division III
- 2015 - 3e de Division III
- 2016 - 1er de Division III
- 2017 - 4e de Division IIB
- 2018 - 5e de Division IIB
- 2019 - 6e de Division IIB
- 2020 - 4e de Division III
- 2021 - Annulé en raison du coronavirus
- 2022 - 2e de Division III
- 2023 - 6e de Division IIB

## Équipe des moins de 18 ans

### Championnats du monde moins de 18 ans
- 1999-2002 - Ne participe pas
- 2003 - 2e de Division III, Groupe A
- 2004 - 1er de Division III
- 2005 - 4e de Division II, Groupe B
- 2006 - 5e de Division II, Groupe B
- 2007 - 6e de Division II, Groupe A
- 2008 - 1er de Division III, Groupe A
- 2009 - 6e de Division II, Groupe A
- 2010 - 2e de Division III, Groupe B
- 2011 - 2e de Division III, Groupe B
- 2012 - 3e de Division III
- 2013 - 5e de Division III
- 2014 - 5e de Division IIIA
- 2015 - 2e de Division IIIA
- 2016 - 6e de Division IIIA
- 2017 - 1er de Division IIIB
- 2018 - 2e de Division IIIA
- 2019 - 5e de Division IIIA
- 2020 - Annulé en raison du coronavirus
- 2021 - Annulé en raison du coronavirus
- 2022 - 5e de Division IIIA
- 2023 -

### Championnats d'Asie-Océanie moins de 18 ans
Cette compétition n'est plus tenue depuis 2002.
- 1984-1990 - Ne participe pas
- 1991 - Cinquième
- 1992-2002 - Ne participe pas